# Euxoa mitis
Euxoa mitis är en fjärilsart som beskrevs av Smith 1894. Euxoa mitis ingår i släktet Euxoa och familjen nattflyn. Inga underarter finns listade i Catalogue of Life.